# Ludolf de Saxònia
Ludolf de Saxònia (Ludolf el Cartoixà o Landulf de Saxònia), fou un escriptor religiós germànic del segle xiv.

## Biografia
Si bé la seva obra tingué un gran ressò i difusió, de la seva vida se'n sap molt poc. Se'n desconeix la data de naixement i no es té certesa sobre el seu país natal, ja que malgrat el seu epítet de Saxònia també pot ser que hagués nascut a la Diòcesi de Colònia o a la de Magúncia, que aleshores pertanyien a la província de Saxònia.
Inicialment va entrar a l'orde dels dominics, havent passat pels estudis literaris i teològics.
Després de trenta anys de vida activa, entrà a la Cartoixa d'Estrasburg cap a l'any 1340. Tres anys després se li encarregà el govern de la Cartoixa de Coblenz, acabada de fundar feia poc, el 1331, si bé el 1348 renuncià a tal càrrec de prior per escrúpols de consciència. Havent esdevingut un altre cop un simple monjo, primer a Magúncia i després a Estrasburg, passà els darrers trenta anys de la seva vida en retir i pregària.
Morí el 13 d'abril de 1378, gairebé octogenari, estimat arreu del món cristià per la seva santedat, tot i que no consta que arribés a ser honorat amb cap culte públic.

## Obres
Dues obres l'han conduït a la posteritat:
- Un Commentaria sobre el Salms, concís però excel·lent pel seu mètode, claredat i solidesa. Hi desenvolupa especialment el sentit espiritual, d'acord amb les interpretacions de Jeroni d'Estridó, Agustí d'Hipona, Cassiodor i Pere Llombard. Aquest comentari, que fou molt popular a Alemanya a l'edat mitjana, fou objecte de nombroses edicions, la primera de les quals data del 1491.
- El Vita Christi, la seva obra principal, no és una simple biografia, tal com s'entén avui dia, sinó, alhora, una història, un comentari manllevat dels Pares de l'Església, una sèrie de dissertacions dogmàtiques i morals, d'instruccions espirituals, de meditacions i pregàries en relació amb la vida de Crist, des del seu naixement fins a l'ascensió. Se l'ha considerat una summa evangèlica, gènere molt popular al seu temps, en la que l'autor condensà i resumí tot el que una seixantena d'autors havien escrit abans seu en matèria espiritual cristiana.

Res mostra millor la gran popularitat del Vita Christi que les nombroses còpies manuscrites preservades en biblioteques i les innumerables edicions que se'n publicaren i se n'han publicat, des de les dues primeres edicions a Estrasburg i Colònia, el 1474.
Teresa d'Àvila i Francesc de Sales citen l'obra amb freqüència.

## Traduccions del Vita Christi

### Traducció al català
Joan Roís de Corella, al final de la seva vida, traduí al català (variant valenciana), el Vita Christi de Ludolf, publicada en quatre parts com a Lo primer del Cartoxa (Lo primer del Cartoixà), Lo segon del Cartoxa (Lo segon del Cartoixà), Lo terç del Cartoxa (Lo terç del Cartoixà) i Lo quart del Cartoxa (Lo quart del Cartoixà). Hi ha una edició de Lo quart del Cartoxa, datada a València el 1495.

### Altres traduccions
Se’n feren, entre d'altres, traduccions al castellà (Alcala de Henares), portuguès (1495, 4 vols.) italià (1570), francès (per Guillaume Lernenand, de l'Orde de Monseigneur St. François, amb el títol de Gran Vida de Crist (Lió, 1487, reimprès moltes vegades), i moltes altres.